# Mesostruma browni
Mesostruma browni är en myrart som beskrevs av Taylor 1962. Mesostruma browni ingår i släktet Mesostruma och familjen myror. Inga underarter finns listade i Catalogue of Life.

## Bildgalleri

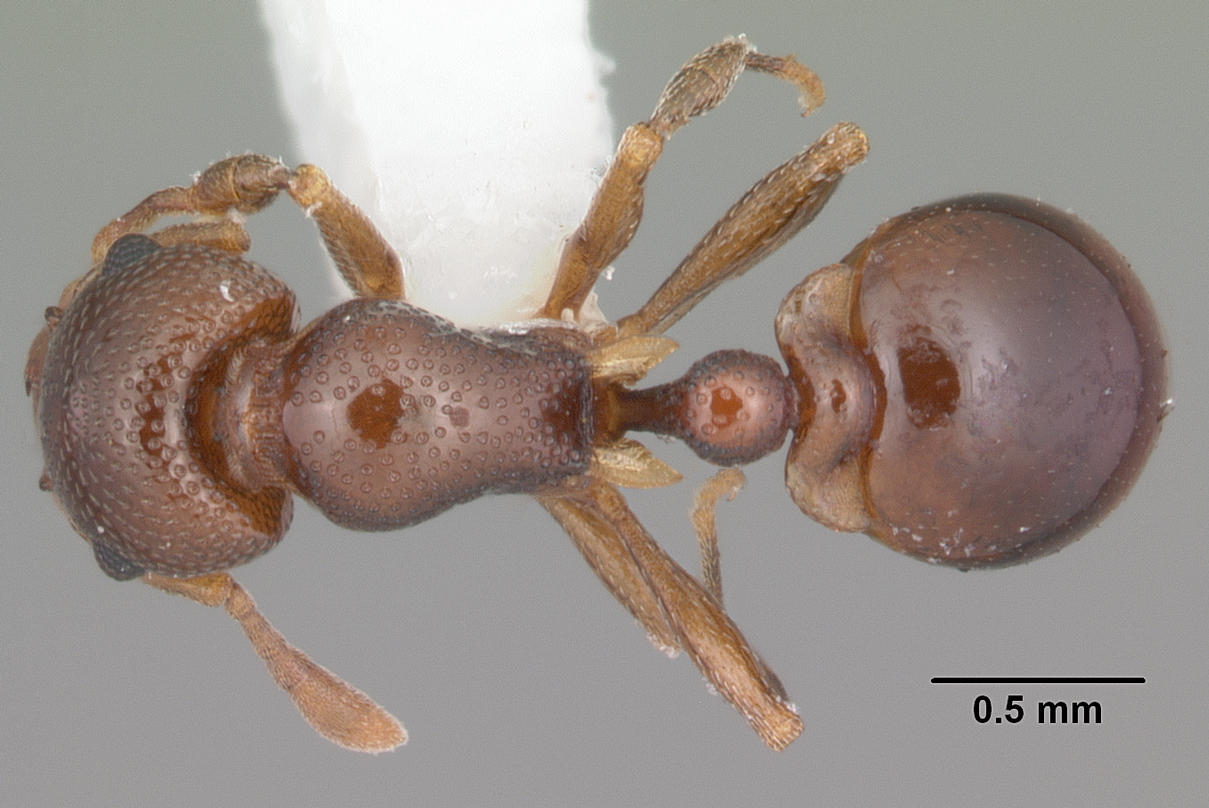
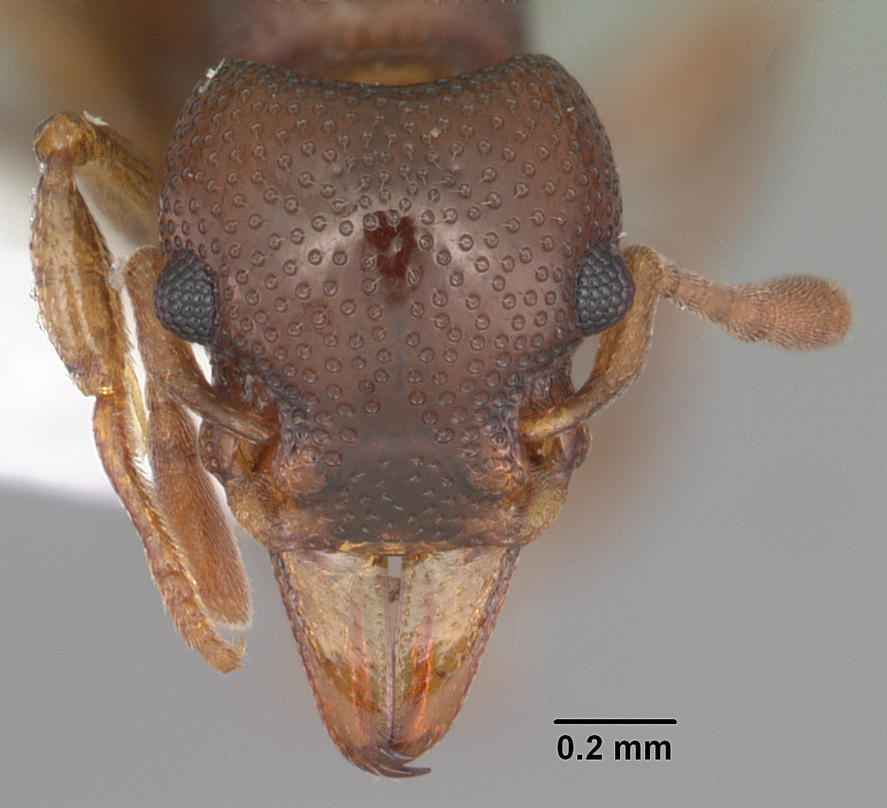
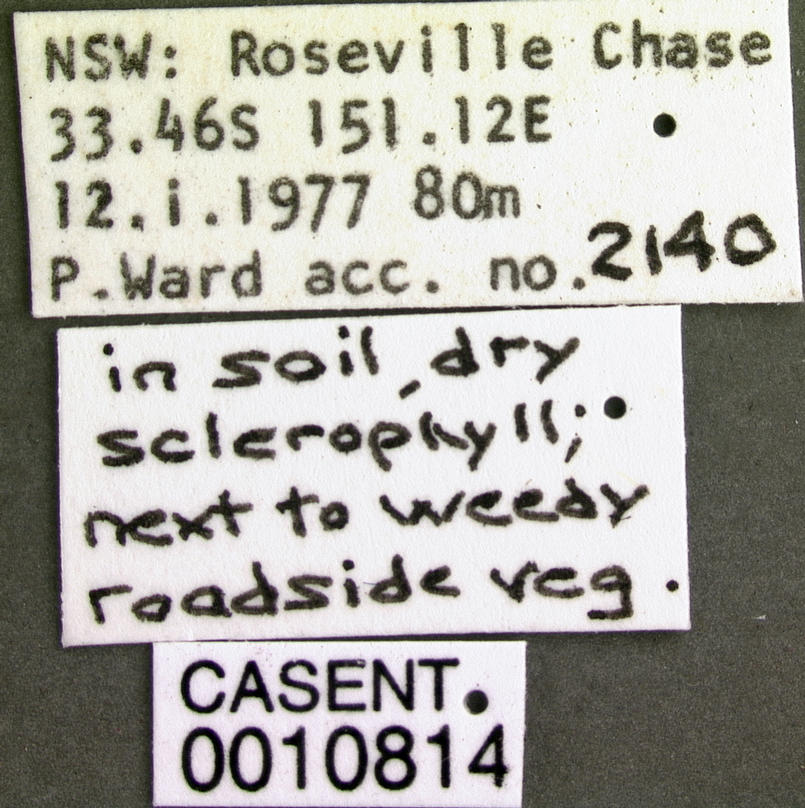
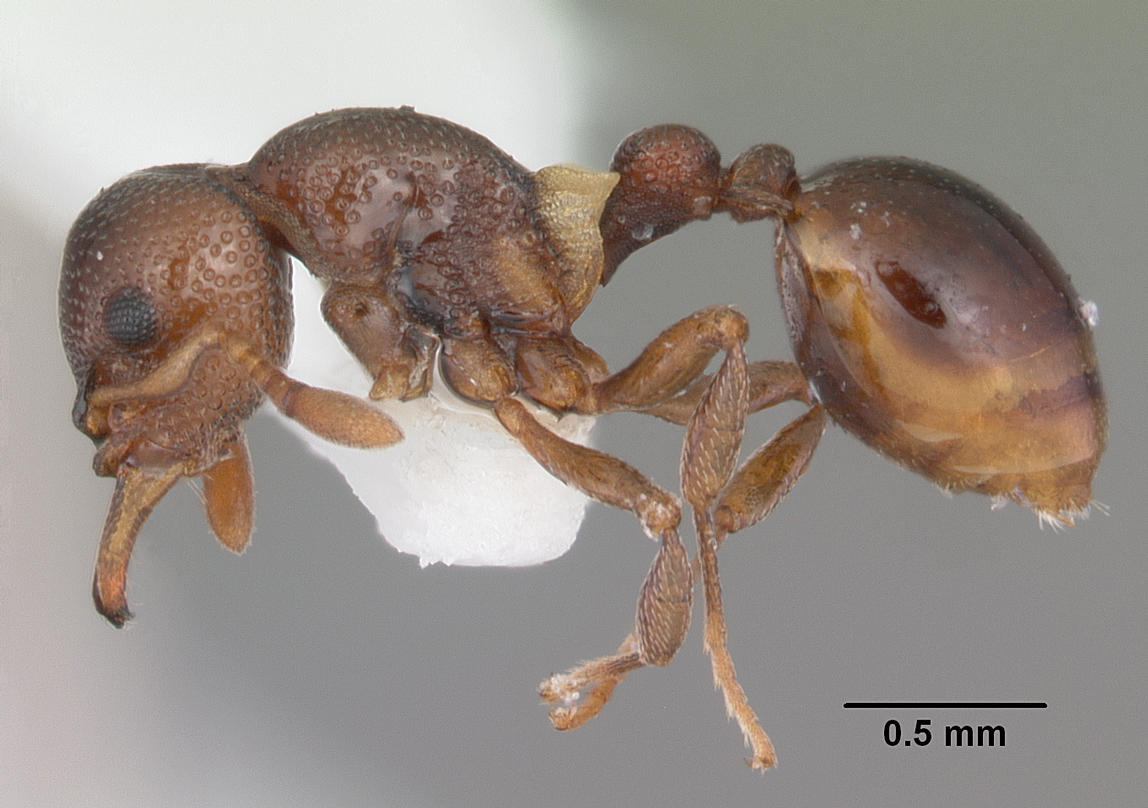
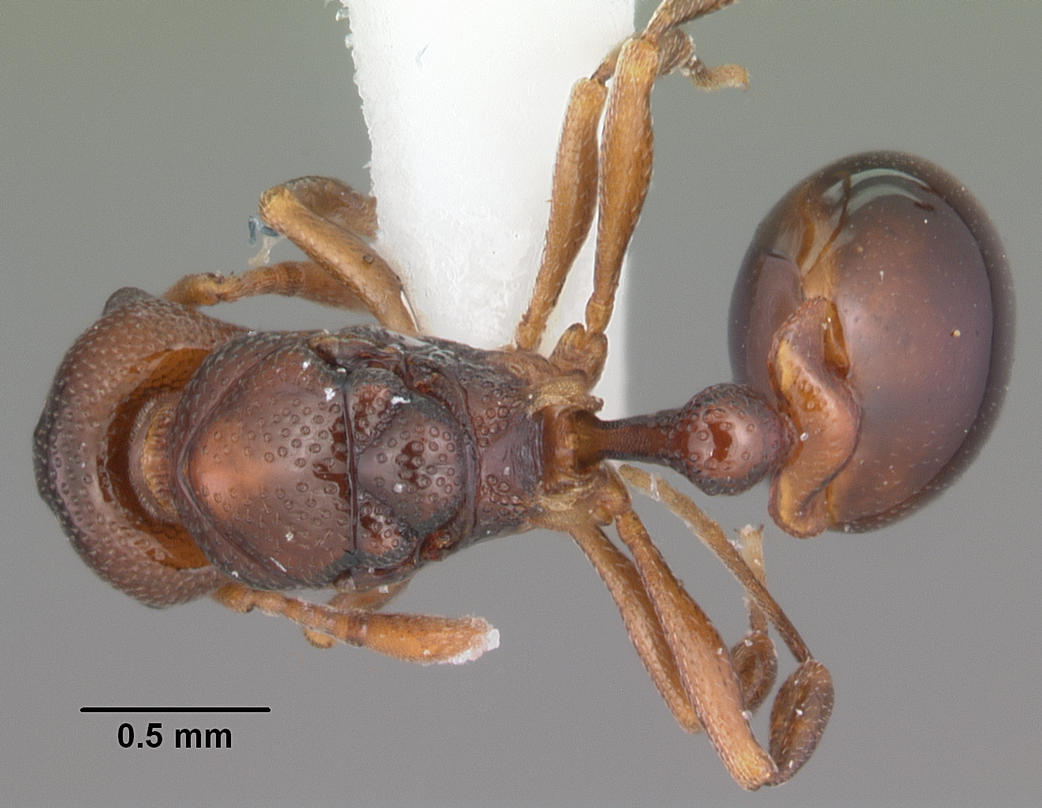
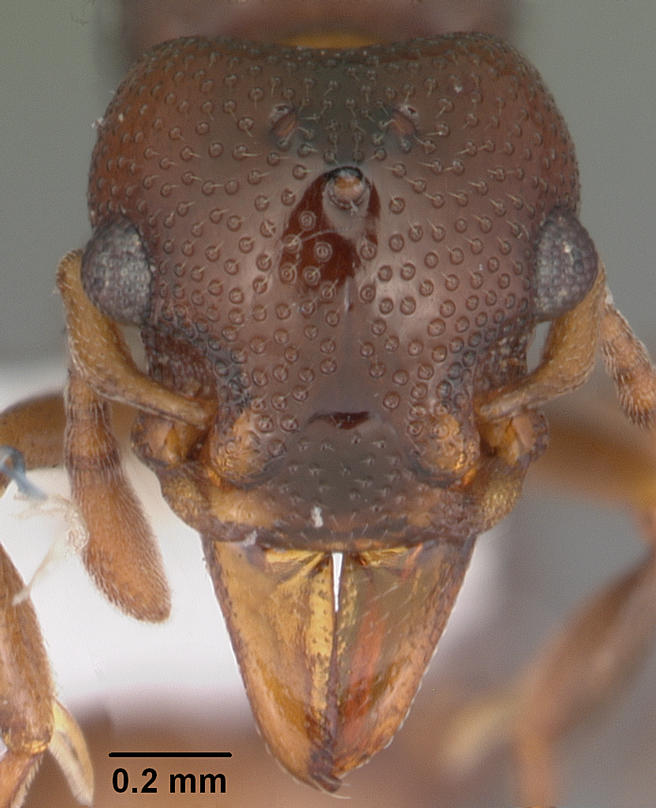